# Loopealse
Loopealse is een subdistrict of wijk (Estisch: asum) in het stadsdistrict Lasnamäe in Tallinn, de hoofdstad van Estland. De wijk telde 2.955 inwoners op 1 januari 2020. De naam komt van loopealne, een Estisch woord voor de vegetatie op geërodeerde kalksteen (ofwel lapiaz). Die vegetatie is schraal en bestaat vooral uit mossen. Het stadsdistrict Lasnamäe is een kalksteenplateau en Loopealse is een sterk geërodeerd deel ervan. Om de karakteristieke vegetatie te behouden heeft Tallinn van de noordwesthoek van de wijk een beschermd natuurgebied gemaakt, Maarjamäe paekallas koos Suhkrumäe paljandiga (‘kalkrots van Maarjamäe en ontsluiting van Suhkrumäe’).
Maarjamäe in het stadsdistrict Pirita is de wijk ten noorden van Loopealse. Die wijk werd in het begin van de 19e eeuw ook wel Suhkrumäe (‘Suikerberg’) genoemd, naar de suikerfabriek die er kortstondig gevestigd was. Loopealse grenst verder aan de wijken Katleri, Tondiraba, Laagna en Paevälja.

## Bijzonderheden

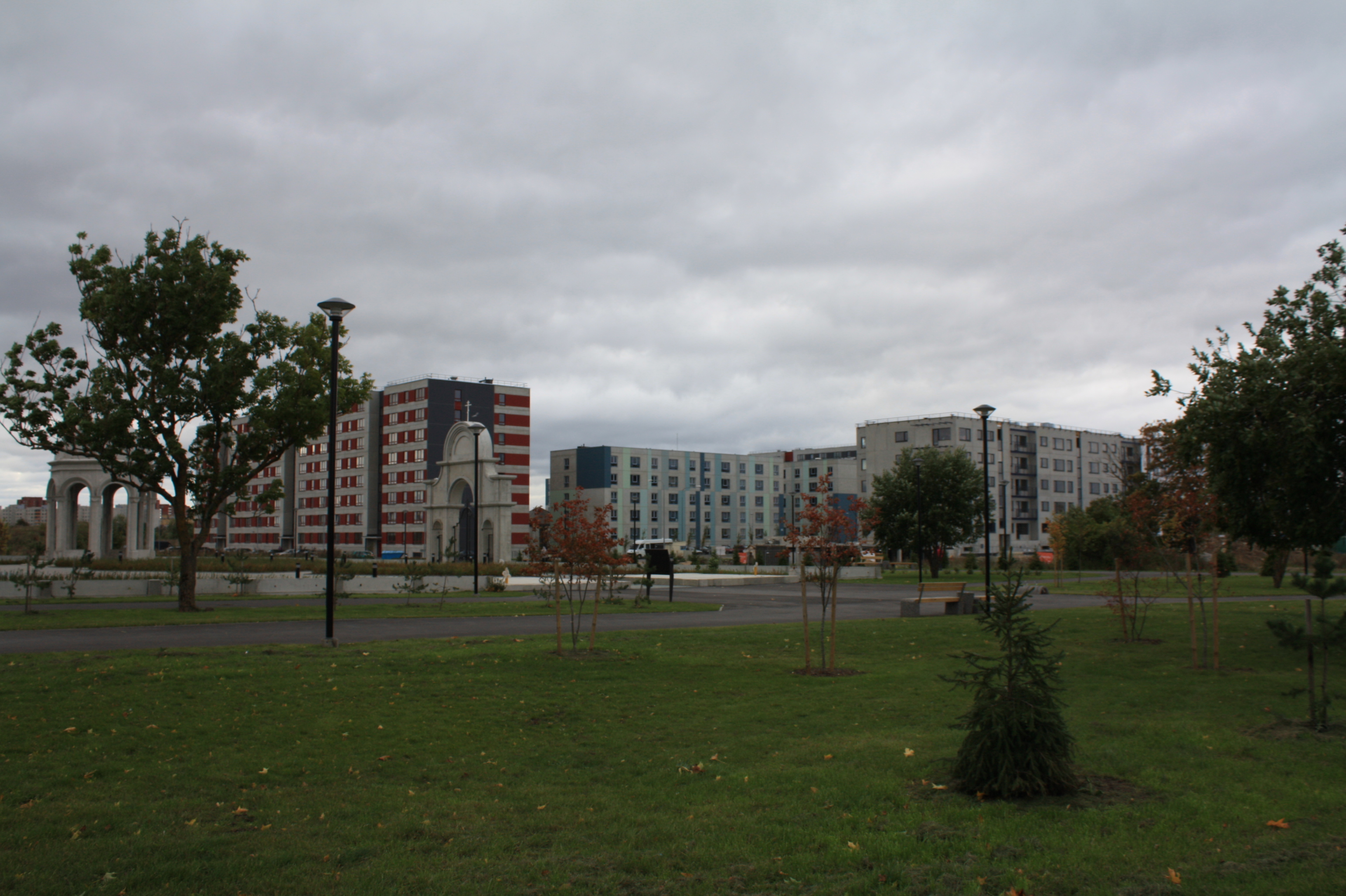
Flats in Loopealse

In de jaren zeventig en tachtig van de 20e eeuw werden grote delen van Lasnamäe, waaronder Loopealse, volgebouwd met geprefabriceerde huizenblokken (microdistricten), onderling gescheiden door doorgaande wegen. In Loopealse tellen de huizenblokken doorgaans tussen de vijf en acht verdiepingen. De flats waren bedoeld voor mensen van buiten de Estische Socialistische Sovjetrepubliek die zich in Tallinn vestigden. De grootste groep onder die immigranten kwam uit de Russische Socialistische Federatieve Sovjetrepubliek. In Lasnamäe spreekt dan ook meer dan 60% van de bevolking Russisch.
Na het herstel van de Estische onafhankelijkheid in 1991 zijn veel van die flats opgeknapt en verbouwd. Er zijn sindsdien maar weinig woningen bijgekomen, aangezien de immigratie vrijwel stilviel. Toch worden er in Loopealse de laatste jaren weer wat appartementencomplexen bijgebouwd. De voornaamste attractie van de wijk, die een stuk hoger ligt dan de buurwijk Maarjamäe, is het uitzicht over Maarjamäe en de overige wijken in het stadsdistrict Pirita.
In Loopealse is een grote Russisch-orthodoxe kerk, de ‘Kerk van het icoon van de moeder Gods, die ons een gewillig oor leent’ (Russisch: Церковь иконы Божией Матери «Скоропослушница»). De kerk, die is gebouwd in de jaren 2003-2013, ligt aan het Patriarch Alexius II-Plein. Alexius II (1929-2008) was tussen 1990 en 2008 patriarch van Moskou. Hij was geboren in Tallinn. De grootste oosters-orthodoxe gemeenschap van Estland, de Estische Orthodoxe Kerk onder het Patriarchaat van Moskou (Estisch: Moskva Patriarhaadi Eesti Õigeusu Kirik), is een afdeling van de Russisch-orthodoxe Kerk. Veel Russischtalige inwoners van Estland behoren tot deze gemeenschap.

## Vervoer
De belangrijke verkeersweg Narva maantee vormt de noordgrens en voor een deel ook de westgrens van de wijk. Langs de zuidgrens loopt de Liikuri tänav. Langs deze twee grote wegen rijden bussen.